# Musikpädagogik

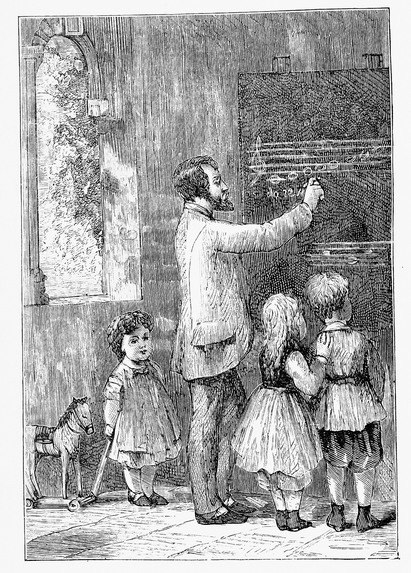
Ein Vater erklärt seinen Kindern die Notenschrift

Die Musikpädagogik befasst sich mit dem Zusammenhang von Musik und Mensch in Aneignungs- und Vermittlungsprozessen. Perspektiven der Pädagogik, der Erziehung, der Bildung, des Lehrens, des Lernens und des Unterrichts spielen eine Rolle. Die Musikpädagogik ist als Wissenschaft von der musikpädagogischen Praxis zu unterscheiden.

## Begriffsbestimmungen

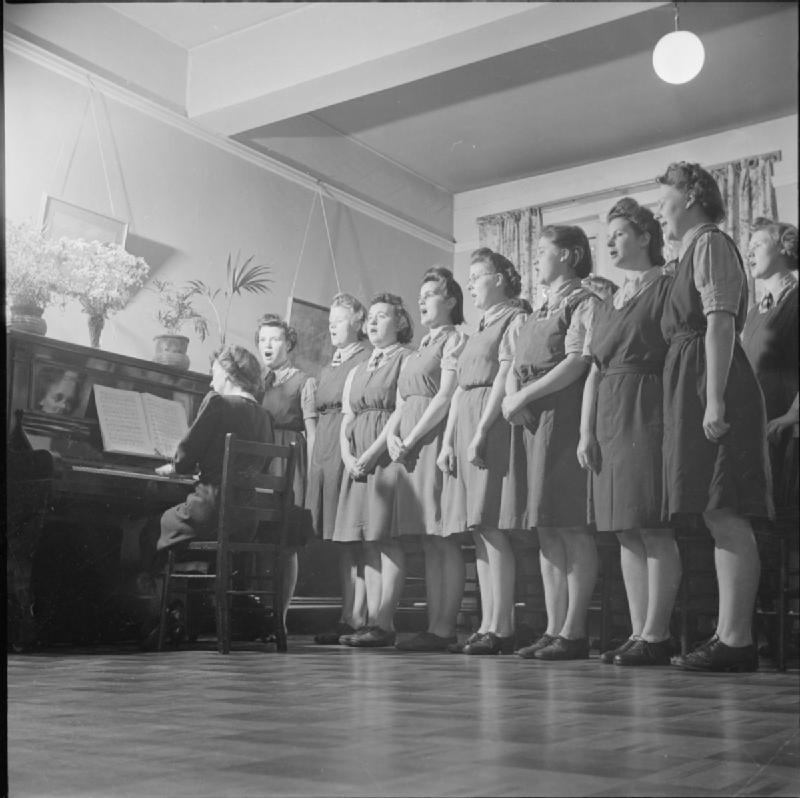
Musikunterricht in einem britischen Erziehungsheim

Früher hieß das Fach in Forscherkreisen und an pädagogischen Institutionen Musikerziehung. Der Begriff existiert nach wie vor, meist wird aber die Bezeichnung Musikpädagogik vorgezogen. Auch unter den Wissenschaftlern ist die Unterscheidung umstritten. Aus der Geschichte der Musikpädagogik heraus, im Zuge der musischen Erziehung, die im Dritten Reich auch missbraucht wurde, scheint der Begriff Pädagogik vielen angemessener.
Nur ein Teil der musikpädagogischen Wissenschaft umfasst wiederum die Didaktik des Faches Musik, wie es an den allgemeinbildenden Schulen unterrichtet wird. Andere Bereiche sind etwa die Instrumental- und Gesangspädagogik, die elementare Musikpädagogik, die Pädagogik des lebenslangen Musiklernens oder die vergleichende Musikpädagogik, welche sich mit Musik und ihrer Vermittlung in anderen Ländern beschäftigt.
In der Musikdidaktik wird grundsätzlich gefragt, wozu Musik vermittelt werden soll, welche Inhalte und Themen dabei am wichtigsten sind, und wie und mit welchen Mitteln und Medien dies optimal zu geschehen hat. Letzteres wird wiederum auch als die Methodik des Musikunterrichts bezeichnet und beschreibt damit ein weiteres Teilgebiet der Musikpädagogik.
Die Musikpädagogik ist andererseits zunächst auch ein Teil der Pädagogik im gesamten. Wissenschaftlich gewonnene Erkenntnisse der Allgemeinen Pädagogik sind oftmals für die Musikpädagogik ebenso wertvoll und gültig, hierzu gehören z. B. Erkenntnisse darüber, dass sich Menschen etwas besonders dann gut aneignen, also lernen können, wenn sie motiviert sind und sich in positiver Grundhaltung befinden und wenn es sie ein wenig herausfordert, sie aber nicht überfordert werden.
Nachbardisziplinen wie die Psychologie, die Soziologie, die Anthropologie und die Medizin sowie die Musikwissenschaft, die Geschichtswissenschaft und die Kunstpädagogik liefern ebenfalls wichtige Erkenntnisse und Methoden für musikpädagogische Fragestellungen.

## Geschichte
Bereits die antiken Hochkulturen kannten eine geregelte Musikerziehung. Sie nahm in Ägypten und im alten China eine feste Stellung innerhalb des öffentlichen Lebens ein. Die in den abendländischen Kulturen geltenden musischen Erziehungsvorstellungen sind griechischer Herkunft. Platon maß der Musik im dritten Buch seiner Politeia eine hohe Bedeutung zu, da sie Charakter und Seele bilde und als Ordnungsstruktur eine Analogie zum Staatswesen darstelle. Aristoteles betrachtete in seiner Poetik die Musik als mimetische Kunst; er billigte ihr gleichermaßen eine heilende und eine sittlich bildende Wirkung zu.
Die Musikerziehung des Mittelalters fand unter Aufsicht der Kirche vor allem in Kloster- und Domschulen statt. Ihre Lehrinhalte entsprachen zunächst der spekulativen Musiktheorie der Zeit, die zum zahlenorientierten Quadrivium innerhalb der Artes liberales gehörte. Ein Gelehrter, der sich mit diesen Lehrinhalten beschäftigte, wurde als musicus bezeichnet. Um 800 befassten sich karolingische Gelehrte aber bereits mit der Frage, in welchen Tonarten bestimmte Gesänge zu kategorisieren seien. Die frühmittelalterliche Musica Albini führt ein System von acht Tonarten auf, die nun nicht mehr der spekulative Musiktheorie zugeordnet werden kann. Der cantor war seit Boethius für die praktische Ausführung der Gesänge zuständig und wurde bis ins späte Mittelalter von der Tätigkeit des musicus strikt unterschieden. Die instrumentale sowie sämtliche weltliche Musik gehörte in den Bereich der Spielleute, die einen unehrlichen Beruf ausübten und einer sozial wenig geachteten Schicht angehörten.

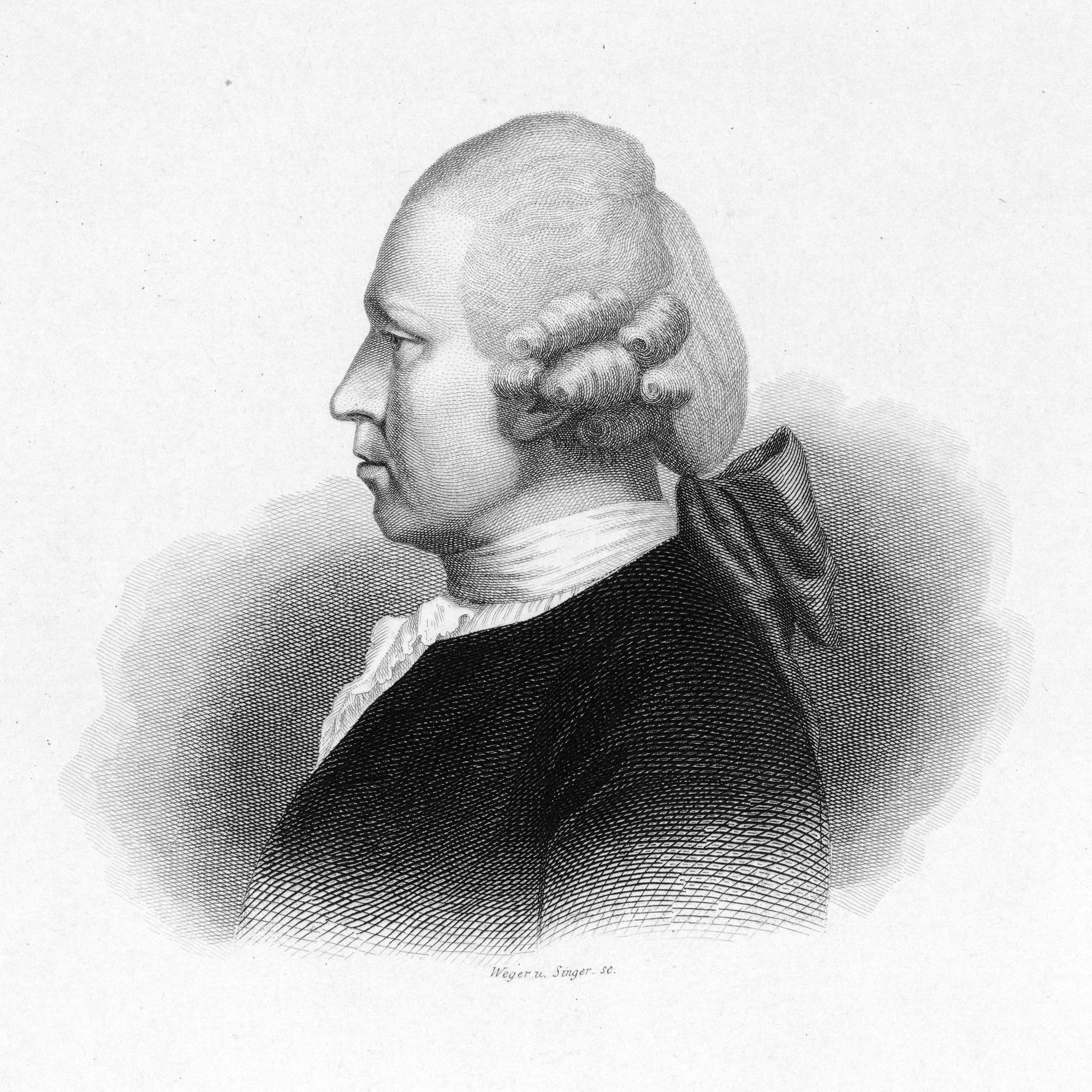
Johann Adam Hillers Anweisungen gaben im 18. Jahrhundert Anstöße zur Entstehung der Instrumentalpädagogik. Zeitgenössisches Porträt

Der Humanismus und die Reformationszeit befassten sich mit vermehrt mit musikerzieherischen Fragen, so dass sich ab der zweiten Hälfte des 18. Jahrhunderts eine theoretisch fundierte Wissenschaft entwickelte. Anregungen stammten von Johann Heinrich Pestalozzi, Johann Gottfried Herder, Jean-Jacques Rousseau, Johann Adam Hiller und Johann Wolfgang von Goethe. Das 19. Jahrhundert stellte in der ersten Hälfte die fachlich-künstlerische Ausbildung heraus und die – im heutigen Sinne pädagogische – soziale Ausrichtung des Faches. In der zweiten Jahrhunderthälfte folgten unter der Wirkung des Neuhumanismus staatliche Bestimmungen, die jedoch die Schulmusik nicht zu einem etablierten und eigenständigen Fach erheben konnten. Dies gelang erst im 20. Jahrhundert mit der einsetzenden pädagogischen Reflexion über ästhetische, psychologische und soziologische Fragen, über Sinn und Wirkung von Musik und über Kunstrezeption verschiedener Musikformen. Eine einflussreiche Persönlichkeit mit synästhetischen Fähigkeiten war in diesem Zusammenhang u. a. Gertrud Grunow.
Wie auch bei anderen Schulfächern hat die kritische Aufarbeitung der Vergangenheit des Faches in der Zeit des Nationalsozialismus spät angefangen.

## Musikpädagogische Forschung
Die musikpädagogische Forschung lässt sich methodisch in drei Richtungen gliedern:
1. In der historischen Forschung wird z. B. untersucht, wie sich die Musikerziehung in der Weimarer Republik, im Dritten Reich in der Nachkriegs-BRD sowie der DDR entwickelt hat. Ideengeschichte, Institutionengeschichte, Wissenschaftsgeschichte und Begriffsgeschichte wären einige Teilgebiete hierbei.
2. Die systematische Forschung fragt unter Zuhilfenahme theologischer, philosophischer und pädagogischer Gedankenzusammenhänge grundsätzlich nach den Zielen der Musikpädagogik, nach ihren Werten und Normen, ihren gesellschaftlichen Bedingungen und ihrem Sinn.
3. Der empirisch-analytische Ansatz versucht musikbezogene Lernprozesse zu beschreiben, zu erklären und zu verbessern.

Angesichts neuerer interdisziplinärer Forschungen aus den Bereichen Hirnforschung, Psychologie und Pädagogik darf jedoch z. B. vermutet werden, dass der Umgang mit Musik so früh wie möglich in der Lebensspanne und auf allen Ebenen der Aneignung am sinnvollsten, nachhaltigsten und effektivsten ist.
Hermeneutisch wird versucht, die gegenwärtige Realität der musikpädagogischen Praxis zu verstehen und vor dem Hintergrund ihrer geschichtlichen Entwicklung zu deuten.
Grundlage für diese Forschung ist immer auch die künstlerisch-praktische, die musiktheoretisch-analytische und die historische Beschäftigung mit Musik. Ohne musikalische Fähigkeiten und Kenntnisse fehlt einer solchen Forschung naturgemäß die fachliche Grundlage.
Ausgangspunkt für eine Erforschung ist bereits die Frage, „Was ist Musik?“. „Wie wirkt Musik?“, „Was bedeutet Musik?“ und „Welche Funktion hat Musik?“ (in der Werbung, in politischen Kontexten, im Fußballstadion, in der Disco …) sind weitere zentrale Fragen, ohne deren Beantwortung man kaum Aussagen darüber treffen kann, wie welche Musik am besten vermittelt und gelernt werden kann und soll.
Neben der Ausbildung musikpraktischer Fähigkeiten im Singen und im Instrumentalspiel ist der Begriff der „Ästhetischen Bildung“ für die Musikpädagogik wichtig geworden. Hiermit wird Musik als ein Verständnis der Welt berücksichtigt, als Kultur, als Sprache und als Lebenssinn. Musikalische Bildung ist wiederum nur dann möglich – so die herrschende Lehrmeinung der Musikpädagogen –, wenn musikalische Erfahrungen gemacht werden. Musik zu erfahren schließt die Musikpraxis, das Fühlen (resp. Hören) von Musik und das Nachdenken über Musik mit ein. Musik soll dabei auch verstanden werden.

## Instrumental- und Gesangspädagogik
Die Instrumental- und Gesangspädagogik beschäftigt sich mit dem instrumentalen und vokalen Musikunterricht an Musikschulen für Kinder, Jugendliche und Erwachsene. Neben dem traditionellen Einzelunterricht im instrumentalen Hauptfach gibt es an Musikschulen mittlerweile ein breites Fächerangebot, das in verschiedenen Unterrichtsformen angeboten wird.
Instrumental- und Gesangspädagogik (IGP) ist ein Studiengang an österreichischen Universitäten, Hochschulen und Konservatorien.

## Musikpädagogik und Transfereffekte
Im Kontext des öffentlichen Diskurses über Musikpädagogik wird häufig auf mögliche Transfereffekte einer Beschäftigung mit Musik verwiesen. Transfereffekte beziehen sich auf den Zuwachs nichtmusikalischer kognitiver Bereiche durch Erfahren von Musikpädagogik. Die Entwicklung von positiven Persönlichkeitsmerkmalen sowie Teamfähigkeit und eine Steigerung der Intelligenz sind nur einige wenige positive Effekte, die der Beschäftigung mit Musik zugeschrieben werden. Ergebnisse aus Forschungsprojekten, in denen ein Nachweis für die Förderung von außermusikalischen Fähigkeitsbereichen oder für einen positiven Einfluss der Musikpädagogik auf die Persönlichkeitsentwicklung erbracht werden soll, werden teilweise über die Medien populistisch aufbereitet verbreitet. Insbesondere die Verbesserung der Intelligenz durch den so genannten Mozart-Effekt wurde mehrfach in der Öffentlichkeit diskutiert. Nach derzeitigem Forschungsgegenstand ist der Transfereffekt umstritten. Es gibt systematische Studien, bei denen nichts dergleichen gefunden wurde und andere, die zu positiven Ergebnissen kommen. So konnten beispielsweise Verbesserungen der verbalen Intelligenz und der exekutiven Funktionen beobachtet werden. Darüber hinaus zeigen sich indirekte Transfereffekte auf die funktionale Plastizität des Gehirns. Eine Langzeitstudie über zwölf Jahre der Universität Graz konnte bei Kindern mit Musikunterricht auch eine Veränderung der Grauen Masse im Gehirn feststellen. So scheint Musikunterricht, als außerschulische Aktivität einen Einfluss auf kritisches – und logisches Denken zu haben. Aus musikpädagogischer Sicht wird teilweise generell bezweifelt, dass Transfereffekte zum Gegenstand der Musikpädagogik gehören: Diese beschäftige sich mit Auswirkungen auf das Lernen von Musik.

## Studium der Musikpädagogik
In Deutschland setzt die Befähigung zum Musiklehrer an Musikschulen und anderen nicht-staatlichen Bildungseinrichtungen die mittlere Reife voraus. Das Studium wird meist mit Bachelor oder Master abgeschlossen, teilweise endet es auch – wie vor dem Bologna-Prozess üblich – mit einem hochschulinternen oder staatlichen Diplom. Voraussetzung dafür, im Bereich Schulmusik zu arbeiten, ist die allgemeine Hochschulreife, das heißt Abitur, Matura oder ein vergleichbarer Schulabschluss sowie ein Lehramtsstudium. Dieses endet je nach Bundesland mit einem Staatsexamen, mit einem Bachelor- oder einem Masterabschluss. Daneben lässt sich Musikpädagogik auch als wissenschaftliches Studium an Universitäten studieren.
Der Anteil fachfremd erteilten Unterrichts beträgt in deutschen Grundschulen derzeit (Stand: 2020) rund 50 %. Daher fordern Experten immer wieder einheitliche Qualitätsstandards für Seiteneinsteiger. Der Ausfall von Unterricht führt dazu, dass insbesondere benachteiligte Schüler kaum eine Chance haben, in Kontakt mit Musik zu kommen, obwohl dies ein zentraler Baustein für die Persönlichkeitsbildung Heranwachsender ist. Der Deutsche Musikrat, die Konferenz der Landesmusikräte und die gemeinnützige Bertelsmann Stiftung setzen sich generell für mehr Musikunterricht in deutschen Schulen ein.

## Verbände (Auswahl)
- Bundesverband Musikunterricht
- Verband Deutscher Musikschulen
- Bundesverband Deutscher Gesangspädagogen